# Šachová olympiáda 2010

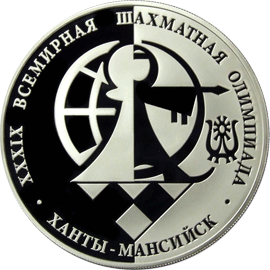
Logo olympiády na ruské třírublové minci

39. Šachová olympiáda pořádaná FIDE se konala mezi 20. zářím a 3. říjnem 2010 v Chanty-Mansijsku v Rusku. V otevřené části se zúčastnilo 148 družstev ze 141 zemí a v ženské části 115 družstev ze 110 zemí. Oba turnaje řídil mezinárodní rozhodčí Sava Stoisavljević ze Srbska a hrály se na 11 kol zrychleným švýcarským systémem. Obě kategorie se hrály na čtyřech šachovnicích. O pořadí rozhodoval na prvním místě počet získaných zápasových bodů a dále Sonnebornův–Bergerův systém, součet bodů z partií a součet zápasových bodů soupeřů. Časová kontrola byla nastavena na 90 minut na prvních 40 tahů s přídavkem 30 minut na zbytek partie a 30 sekund na každý tah od začátku partie. Zakáz dohody na remíze před 30. tahem zavedený na předchozí šachové olympiádě byl zrušen.
V otevřené kategorii zvítězilo družstvo Ukrajiny v čele s Vasilijem Ivančukem a v kategorii žen družstvo Ruska v čele s Taťjanou Kosincevovou.

## Otevřený turnaj
Otevřené soutěže se zúčastnila družstva ze 141 šachových svazů zastoupených ve FIDE, "B", "C", "D" a "E" družstvo pořádajícího Ruska a družstva zastupující mezinárodní šachové federace nevidomých, neslyšících a tělesně postižených. Družstvo Senegalu bylo přihlášeno a nalosováno do 1. kola, ale nedorazilo k zápasu a poté bylo diskvalifikováno.
Nejvýše nasazené byly týmy Ruska, Ukrajiny a Číny. Rusko poprvé v soutěži družstev reprezentoval Sergej Karjakin, do té doby ukrajinský hráč. Ve vzájemném zápase s Ukrajinou porazil svého někdejšího krajana Jeljanova, ale celý duel 8. kola skončil remízou 2:2. Kapitán Ukrajiny později označil tento zápas za rozhodující moment celého turnaje, přičemž vyzdvihl výhru Jefimenka nad Malachovem za pasivního skóre po Karjakinově výhře. O jedno kolo dřív se Ukrajina výhrou 2,5:1,5 nad Gruzií osamostatnila na prvním místě a v dalších kolech je uhájila. Tahounem Ukrajiny byl Vasilij Ivančuk, který na první šachovnici získal osm bodů z deseti partií (z toho šest výher v prvních šesti kolech). Za Ukrajinou skončil na druhém místě s bodovou ztrátou tým Ruska, který doplatil na porážku od Maďarska v pátém kole. Třetí je Izrael, přestože byl nasazený až jako jedenáctý. Arménie, která vyhrála předchozí dvě olympiády, obsadila až sedmé místo.
České družstvo tvořili David Navara, Viktor Láznička, Zbyněk Hráček, Jan Votava a Vlastimil Babula. Navara a Láznička dosáhli ELO performance nad 2700 bodů, dařilo se i Hráčkovi a Babulovi, všichni čtyři dosáhli performance lepší, než bylo jejich aktuální ELO. Babula se stal dokonce držitelem individuální bronzové medaile na páté šachovnici. Český tým prohrál třikrát těsně se silnými soupeři, Maďarskem, Ruskem a Arménií. Nejcennější jednotlivý výsledek zaznamenal Navara vítězstvím ve druhém kole nad Peterem Lekem z Maďarska.
Nejlepší výkony na jednotlivých šachovnicích zaznamenali Ivančuk, Izraelec Emil Sutovskij, Bělorus Vitalij Tětěrjev, Karjakin a Francouz Sebastian Feller. Zklamáním byl naopak výkon dvou nejvýše postavených hráčů světového žebříčku, Nor Magnus Carlsen prohrál tři partie a získal jen 4,5 bodu z osmi partií, Bulhar Veselin Topalov prohrál sice jen dvakrát, ale nedokázal porazit žádného hráče s ELO nad 2550 a zaznamenal jen 5 bodů z 9 partií. Bulharsko nasazené jako osmé skončilo až na 31. místě.

### Konečné pořadí
| #   | Družstvo  | Sestava                                                                                          | Nasazení | Elo  | Body | Výhry | Remízy | Prohry | SB-1  | Skóre |
| --- | --------- | ------------------------------------------------------------------------------------------------ | -------- | ---- | ---- | ----- | ------ | ------ | ----- | ----- |
| 1.  | Ukrajina  | Vasilij Ivančuk, Ruslan Ponomarjov, Pavel Jeljanov, Zachar Jefimenko, Alexandr Mojsejenko        | 2        | 2737 | 19   | 8     | 3      | 0      | 380,5 | 31,0  |
| 2.  | Rusko     | Vladimir Kramnik, Alexandr Griščuk, Petr Svidler, Sergej Karjakin, Vladimir Malachov             | 1        | 2755 | 18   | 8     | 2      | 1      | 379,5 | 28,0  |
| 3.  | Izrael    | Boris Gelfand, Emil Sutovskij, Ilja Smirin, Maxim Rodštejn, Viktor Michalevskij                  | 11       | 2676 | 17   | 7     | 3      | 1      | 367,5 | 29,0  |
| 4.  | Maďarsko  | Peter Leko, Zoltan Almasi, Judit Polgárová, Ferenc Berkes, Csaba Balogh                          | 6        | 2698 | 17   | 8     | 1      | 2      | 355,5 | 26,5  |
| 5.  | Čína      | Wang Jüe, Wang Chao, Pu Siang-č', Čou Ťien-čchao, Li Čchao                                       | 3        | 2703 | 16   | 7     | 2      | 2      | 362,0 | 29,0  |
| 6.  | Rusko "B" | Jan Něpomňaščij, Jevgenij Alexejev, Nikita Viťugov, Jevgenij Tomaševskij, Arťom Timofejev        | 4        | 2702 | 16   | 8     | 0      | 3      | 355,0 | 29,5  |
| 7.  | Arménie   | Levon Aronjan, Vladimir Akopjan, Gabriel Sargissjan, Arman Pašikjan, Avetik Grigorjan            | 5        | 2698 | 16   | 7     | 2      | 2      | 345,0 | 27,0  |
| 8.  | Španělsko | Alexej Širov, Francisco Vallejo Pons, Ivan Salgado Lopez, Jordi Magem Badals, Daniel Alsina Leal | 16       | 2658 | 16   | 7     | 2      | 2      | 332,0 | 28,5  |
| 9.  | USA       | Hikaru Nakamura, Gata Kamsky, Alexandr Oniščuk, Jurij Šulman, Robert Lee Hess                    | 9        | 2691 | 16   | 7     | 2      | 2      | 315,5 | 27,0  |
| 10. | Francie   | Maxime Vachier-Lagrave, Laurent Fressinet, Vladislav Tkačiev, Romain Edouard, Sebastien Feller   | 10       | 2681 | 16   | 6     | 4      | 1      | 311,5 | 25,0  |
|     |           |                                                                                                  |          |      |      |       |        |        |       |       |
| 20. | Česko     | David Navara, Viktor Láznička, Zbyněk Hráček, Jan Votava, Vlastimil Babula                       | 17       | 2656 | 14   | 6     | 2      | 3      | 338,5 | 28,0  |

### Nejlepší individuální výsledky
| Hráč             | Družstvo            | Elo  | Deska | Body | Partie | Performance |
| ---------------- | ------------------- | ---- | ----- | ---- | ------ | ----------- |
| Emil Sutovsky    | Izrael              | 2665 | 2     | 7,5  | 9      | 2895        |
| Vasilij Ivančuk  | Ukrajina            | 2754 | 1     | 8,0  | 10     | 2890        |
| Levon Aronian    | Arménie             | 2783 | 1     | 7,5  | 10     | 2888        |
| Sergej Karjakin  | Rusko               | 2747 | 4     | 8,0  | 10     | 2859        |
| Vitalij Teterev  | Bělorusko           | 2511 | 3     | 7,0  | 8      | 2853        |
| Jan Něpomňaščij  | Rusko "B"           | 2706 | 1     | 6,5  | 9      | 2821        |
| Zoltán Almási    | Maďarsko            | 2707 | 2     | 7,0  | 10     | 2801        |
| Ivan Sokolov     | Bosna a Hercegovina | 2641 | 1     | 6,0  | 8      | 2798        |
| Vladimir Kramnik | Rusko               | 2780 | 1     | 5,5  | 9      | 2794        |
| Wang Chao        | Čína                | 2724 | 2     | 7,5  | 10     | 2783        |

## Turnaj žen
Ženské soutěže se zúčastnila družstva z 110 šachových svazů zastoupených ve FIDE, "B" a "C" družstvo pořádajícího Ruska a družstva zastupující mezinárodní šachové federace nevidomých, neslyšících a tělesně postižených.
Nejvýše nasazené byly týmy Ruska, Číny a Ukrajiny. V ruském týmu se původně očekávalo, že mistryně světa Alexandra Kostěňuková bude hrát na první šachovnici, ale nakonec přenechala vyšší pozici sestrám Taťáně a Naděždě Kosincevovým, které měly aktuálně lepší ELO. Rusky přesto ovládly turnaj, celkové vítězství si zajistily už kolo před koncem a neprohrály ani jeden zápas. Druhá skončila výprava Číny a třetí výprava Gruzie. Velkým překvapením je výsledek Kuby (čtvrté místo pro 16. nasazený tým) a Ázerbájdžánu (sedmé místo pro 26. nasazený tým). Zlaté individuální medaile za výkon na jednotlivých šachovnicích obdržely Taťjana i Naděžda Kosincevová, Kubánka Yaniet Marrerová Lopezová a Ukrajinky Inna Gaponěnková a Marija Muzyčuková.
Česko reprezentovaly Eva Kulovaná, Kateřina Němcová, Kristýna Havlíková, Olga Sikorová a Tereza Olšarová. Tým neoplýval zkušenostmi, Havlíková a Olšarová startovaly na šachové olympiádě poprvé. V týmu chyběla po ukončení své kariéry Jana Jacková, která byla stálou členkou olympijských týmů od roku 1998 do roku 2008. České družstvo sice ve druhém kole porazilo silnou Arménii 2,5:1,5, ale v dalších kolech ztrácely i proti papírově výrazně slabším soupeřům (remíza s Indonésií, prohra s Kazachstánem) a obsadily až 50. místo, o 30 míst za nasazením.

### Konečné pořadí
| #   | Družstvo    | Sestava | Nasazení | Elo  | Body | Výhry | Remízy | Prohry | SB-1  | Skóre |
| --- | ----------- | --- | -------- | ---- | ---- | ----- | ------ | ------ | ----- | ----- |
| 1.  | Rusko       | Taťjana Kosincevová, Naděžda Kosincevová, Alexandra Kostěňuková, Alisa Galljamovová, Valentina Guninová                                           | 1        | 2536 | 23   | 11    | 0      | 0      | 439,5 | 34,0  |
| 2.  | Čína        | Chou I-fan, Ťü Wen-ťün, Čao Süe, Chuang Čchien, Wang Jü                                                                                           | 2        | 2500 | 18   | 9     | 0      | 2      | 386,5 | 31,5  |
| 3.  | Gruzie      | Nana Dzagnidzeová, Lela Džavachišviliová, Salome Meliová, Sopiko Chuchašviliová, Bela Chotenašviliová                                             | 4        | 2472 | 16   | 7     | 2      | 2      | 384,0 | 29,0  |
| 4.  | Kuba        | Lisandra Teresa Ordazová Valdesová, Oleiny Linaresová Napolesová, Yaniet Marrerová Lopezová, Sulennis Pinová Vegová, Maritza Arribasová Robainová | 18       | 2333 | 16   | 8     | 0      | 3      | 348,5 | 30,0  |
| 5.  | USA         | Irina Krushová, Anna Zatonskihová, Tatev Abrahamyanová, Kamile Baginskaiteová, Sabina-Francesca Foisorová                                         | 6        | 2413 | 16   | 7     | 2      | 2      | 336,5 | 28,5  |
| 6.  | Polsko      | Monika Soćková, Jolanta Zawadzká, Joanna Majdanová-Gajewská, Joanna Dworakowská, Beata Kadziolková                                                | 10       | 2386 | 16   | 7     | 2      | 2      | 336,0 | 29,5  |
| 7.  | Ázerbájdžán | Zeinab Mamedjarovová, Turkan Mamedjarovová, Gulnar Marfat Mammadovová, Nargiz Umudovová, Chajala Ilgar Isgandarovová                              | 26       | 2270 | 16   | 8     | 0      | 3      | 320,0 | 28,0  |
| 8.  | Bulharsko   | Antoaneta Stefanovová, Margarita Vojsková, Adriana Nikolovová, Iva Videnovová, Maria Velčevová                                                    | 12       | 2361 | 16   | 7     | 2      | 2      | 296,5 | 24,5  |
| 9.  | Ukrajina    | Kateryna Lahnová, Natalija Žukovová, Anna Ušeninová, Inna Gaponěnková, Marija Muzyčuková                                                          | 3        | 2493 | 15   | 7     | 1      | 3      | 366,5 | 28,5  |
| 10. | Rusko "B"   | Natalija Pogoninová, Olga Girjová, Anastasja Savinová, Anastasja Bondaruková, Alina Kašlinská                                                     | 5        | 2427 | 15   | 6     | 3      | 2      | 335,5 | 26,5  |
|     |             | |          |      |      |       |        |        |       |       |
| 50. | Česko       | Eva Kulovaná, Kateřina Němcová, Kristýna Havlíková, Olga Sikorová, Tereza Olšarová                                                                | 20       | 2313 | 11   | 4     | 3      | 4      | 248,0 | 23,5  |

### Nejlepší individuální výsledky
| Hráč                  | Družstvo    | Elo  | Deska | Body | Partie | Performance |
| --------------------- | ----------- | ---- | ----- | ---- | ------ | ----------- |
| Valentina Guninová    | Rusko       | 2465 | 5     | 6,5  | 7      | 2693        |
| Inna Gaponěnková      | Ukrajina    | 2469 | 4     | 7,5  | 8      | 2691        |
| Naděžda Kosincevová   | Rusko       | 2565 | 2     | 8,5  | 10     | 2662        |
| Ťü Wen-ťün            | Čína        | 2516 | 2     | 9,5  | 11     | 2636        |
| Taťjana Kosincevová   | Rusko       | 2573 | 1     | 7,0  | 10     | 2628        |
| Zeinab Mamedyarovová  | Ázerbájdžán | 2234 | 1     | 9,0  | 11     | 2623        |
| Chou I-fan            | Čína        | 2578 | 1     | 8,0  | 11     | 2573        |
| Anastasja Bondaruková | Rusko "B"   | 2399 | 4     | 7,0  | 8      | 2569        |
| Nana Dzagnidzeová     | Gruzie      | 2534 | 1     | 7,0  | 10     | 2563        |
| Anna Muzyčuková       | Slovinsko   | 2535 | 1     | 7,0  | 10     | 2547        |

## Kongres FIDE
Souběžně s šachovou olympiádou proběhl v Chanty-Mansijsku i kongres Mezinárodní šachové federace FIDE. Hlavním bodem byla volba prezidenta, ve které obhájil funkci Kirsan Iljumžinov, který poměrem hlasů 95 ku 55 porazil mistra světa Anatolije Karpova.